# Achille Apolloni
Achille Apolloni (ur. 13 maja 1823 w Anagni, zm. 3 kwietnia 1893 w Rzymie) – włoski duchowny katolicki, kardynał.

## Życiorys
20 marca 1850 przyjął święcenia kapłańskie. Od 3 grudnia 1884 do śmierci sprawował urząd wicekamerlinga Świętego Kościoła Rzymskiego. 24 maja 1889 Leon XIII wyniósł go do godności kardynalskiej, natomiast 27 maja 1889  nadał mu tytularną diakonię San Cesareo in Palatio.